# ناحیه پیسون (شهرستان آدامز، ایلینوی)
ناحیه پیسون، شهرستان آدامز، ایلینوی (به انگلیسی: Payson Township) یک منطقهٔ مسکونی در ایالات متحده آمریکا است که در شهرستان آدامز، ایلینوی واقع شده‌است. ناحیه پیسون ۱٬۷۹۵ نفر جمعیت دارد و ۱۷۴ متر بالاتر از سطح دریا واقع شده‌است.